# O bílém hadu
O bílém hadu nebo také O zakletém hadu či O zakletém hadovi je pohádka napsaná Boženou Němcovou v období českého národního obrození. Byla publikována 18. srpna 1846 v pátém sešitu Národních báchorek a pověstí. Celkem bylo v tomto pátém svazku 7 pohádek (např. Princezna se zlatou hvězdou na čele, Dobré kmotřinky, Moudrý zlatník).
Pohádku je nutné odlišovat od pohádky Bílý had od bratří Grimmů, která je obdobou pohádky O Zlatovlásce od Karla Jaromíra Erbena. Autorka v příběhu, na dobu netypicky, napsala jako hlavní hrdinku ženu, a ne muže, jak to u pohádek bývá. Ukázala tím, že i ženy jsou silné a mohou zvládnout to, co muži, i když trochu jiným způsobem.
Jako u každé pohádky, má i tato několik verzí. Základ je ale většinou stejný jako u Boženy Němcové. Dívka, nejčastěji jménem Běla, se zamiluje do prince zakletého v hada zlou čarodějnicí a vlastní vinou o něj přijde, protože zničí jeho hadí kůži. Následně se ho vydá hledat do světa a s pomocí víly, či jiného nadpřirozena, ho opět získá zpět. Navštěvuje ho u čarodějnice výměnou za krásné dary (zlatého ptáka, zlatou klec a zlaté zrní; čarovné květiny, zlaté vřetánko a šaty), a nakonec kletba pomine a čarodějnice je poražena.

## Děj
Selka narazí v lese na bílého hada a odnese ho v koši domů, protože ví, že nosí štěstí. Hada se i s mužem ujme, starají se o něj jako o dítě a dávají mu jíst. Za pět let had rodině řekne, že se bude ženit. Nechce nikoho jiného než Bělu, dceru knížete. Běla řekne, že se za hada vdá, pokud ženich přijede po zlaté silnici, na granátovém voze se stříbrnými koly a s diamantovými koly, který potáhnou čtyři koně se stříbrným náčiním. Had tuto podmínku splní.
Po svatbě se had promění v krásného muže, musí ale nosit hadí kůži, jinak by musel od ženy odejít. Manželka kůži ukryje pod podušku, i tak se jí ovšem zmocní zlá čarodějnice, kůži spálí a choť zmizí. Běla se vydává svého muže hledat a pod vrbou se jí ve spánku zjeví bílá paní, matka jejího chotě. Prozradí jí, že její muž ztratil paměť, je v jiném královstvím a čarodějnice je tam jeho ženou.
Běla se vydává za jeho záchranou. Pomáhá jí matka: nejprve jí věnuje zlatou přeslici, poté zlatý košíček s nádherným kvítím, a nakonec zlatý, perlami vyšívaný kment (plátno). Výměnou za tyto věci Běla postupně žádá, aby směla strávit čas s králem, svým mužem. Muž však v noci spí, protože je pod vlivem uspávacího nápoje. Poslední noc však muž nápoj vylije z okna, takže nespí a svou Bělu pozná. Král setne zlou královnu-čarodějnici a se svou chotí pak žije šťastně.

## Interpretace
Obdobu této pohádky můžeme najít v příbězích balkánských národů v podobě pověstí „o ženění hada“, který byl vnímán jako zbožňované zvíře a symbol ohně, spojený se slunečním kultem. V těchto verzích však mládenec po zničení hadí kůže umírá: „Nastal okamžik, kdy had odebral se s nevěstou na lože. Královna, plna zvědavosti, jde se na ně podívati, ale našla pouze košili a u dcery místo hada – spal krásný junák. Královna košili spálila – ale tím junáka zahubila.“
Jana Heffernanová nabídla psychoanalytickou interpretaci pohádky. Napsala, že i ženy se často identifikují s archetypem Hrdiny-Muže, ale v některých případech může fungovat jako obraz Hrdiny také žena: „V českých pohádkách se tomuto vzoru blíží např. Běla v pohádce O bílém hadu (Pohádky Boženy Němcové), která vysvobodí zakletého muže typicky ‚ženskými‘ vlastnostmi – láskou, trpělivostí – a typicky ženskými dovednosti, jako předením, vitím věnců z drahých květin a drahými látkami.“ Had či drak je zde přemožen nikoliv zabitím, nýbrž láskou. Jméno Běla a „bílý had“ podle Heffernanové napovídají, že se jedná o dva aspekty jedné osobnosti.

## Adaptace
V roce 1983 vznikla česká filmová adaptace O zakletém hadovi od režisérky Vlasty Janečkové, v hlavní roli s Janou Paulovou a Petrem Štěpánkem. Film se u kritiků setkal s úspěchem díky dramatičnosti, ale hlavně díky hereckým výkonům Jany Paulové coby Běly, a Janě Březinové jakožto zlé královny. Širším publikem je však často označována za velmi depresivní a patetickou. Jaromír Kazda změny oproti předloze okomentoval slovy: „Dramatizace zesílila očistnou moc utrpení a aktivitu hlavní hrdinky (např. rozbíjení skály, aby našla kouzelné zlaté zrní). Zvýšilo se tak napětí a Jana Paulová herecky využila nabízenou příležitost. Maskou i schopností zmrtvujícího chladu v roli zlé královny překvapila Jana Březinová, v jejíž vznosné chůzi, zlobném pohledu, úsečném tónu i gestu bylo zosobněno násilí, krutost a citová vyprahlost znuděné aristokratky.“